# Grosshorn
Il Grosshorn (3.754 m s.l.m. - detto anche Lauterbrunner Grosshorn) è una montagna delle Alpi Bernesi che si trova sul confine tra il Canton Berna ed il Canton Vallese.

## Caratteristiche
La montagna è collocata lungo la cresta che partendo dalla Jungfrau scende verso sud-ovest. A nord chiude la stretta valle di Lauterbrunnen; a sud contorna la Lötschental.

## Salita alla vetta
La montagna fu salita per la prima volta per la cresta nord-ovest il 26 luglio 1921 da parte degli alpinisti H. Lauper e M. Liniger.
Oggi la salita alla vetta per la cresta nord-ovest è ritenuta alpinisticamente difficile e parte dalla Schmadri hut (2.262 m)